# Kriwodoł

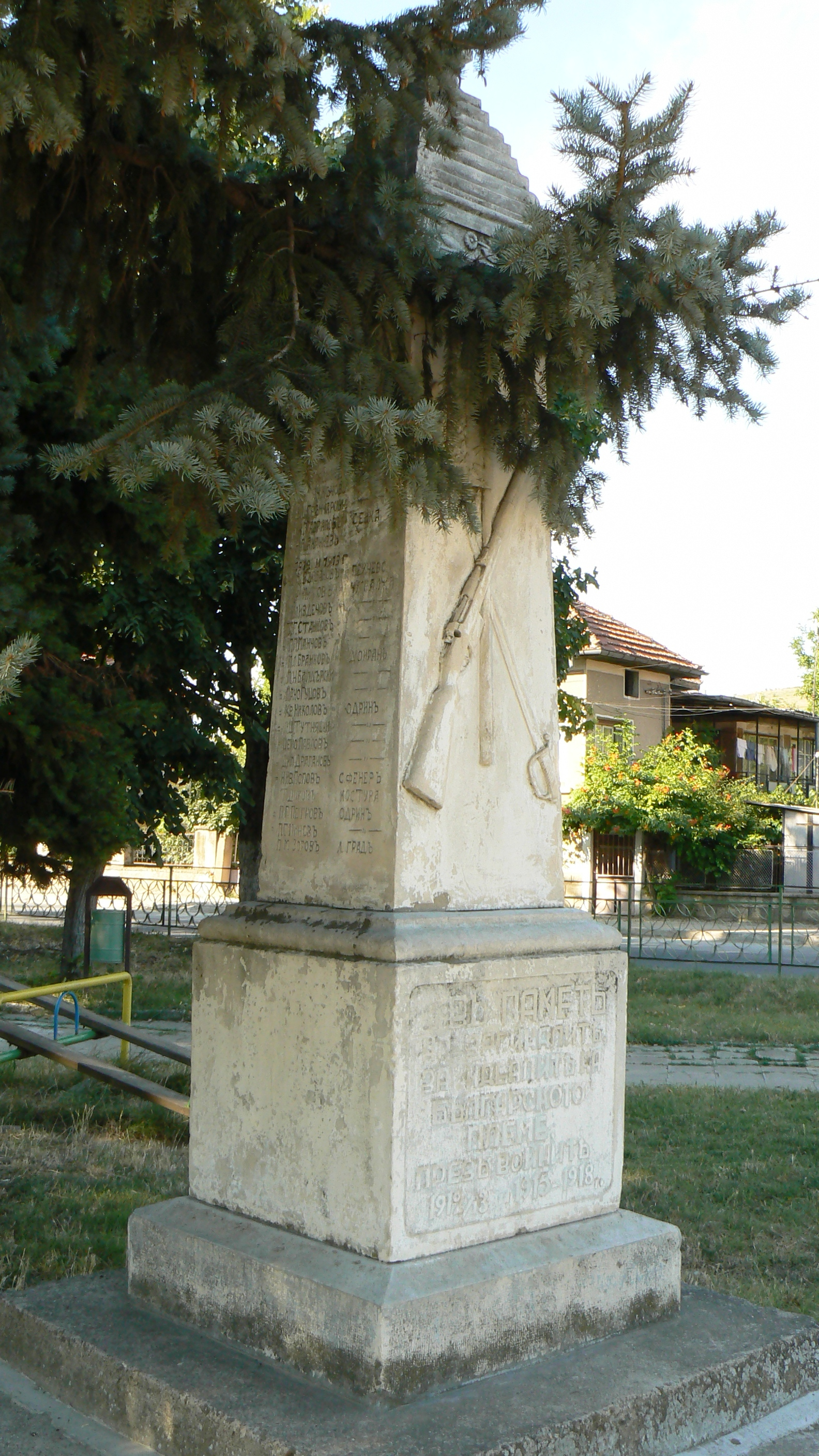
Pomnik ku pamięci zaginionych w wojnach mieszkańców Kriwodołu

Kriwodoł (bułg. Криводол) – miasto w północnej Bułgarii, w obwodzie Wraca, siedziba administracyjna gminy Kriwodoł. Według danych Narodowego Instytutu Statystycznego w Bułgarii z 31 grudnia 2011 miasto liczyło 3084 mieszkańców.

## Położenie
Miasto położone jest w prawie jednakowej odległości w linii prostej między Wracą a Montaną. Leży nad Botunją i Wyrtesznicą. Przez Kriwodoł przebiega linia kolejowa Sofia-Widyń i mieści się tu stacja kolejowa. Miejscowość ta znajduje się na drodze .

## Historia
Wyjątkowo korzystne warunki pogodowe, doliny rzek, obecność żyznej gleby oraz lasy przyczyniły się do osiedlenia ludzi na rejonie obecnego Kriwodołu od czasów prehistorycznych, a także na rozwój kulturowy w tym czasie. W tutejszych jaskiniach odkryto ślady obecności ludzi z czasów paleolitu sprzed 40 tysięcy lat. Ludzie ci prowadzili osiadły tryb życia, uprawiając rośliny i hodując zwierzęta. Odkryto gliniane tabliczki, na których znajdywały się znaki. Stanowią one eksponat Narodowego Muzeum Historycznego.
W starożytności ziemie te zamieszkiwali Trakowie i Rzymianie. Dzięki kamiennemu napisowi z II wieku wiadomo, że w rejonie tym znajdowało się rzymskie miasto Taftiomozis. Typowe dla tych ziem w okresie późnej epoki rzymskiej jest obecność wielu dworów, willi i fortyfikacji.
W latach 1910–1913 wybudowano przez Kriwodoł linię kolejową łączącą stolicę Bułgarii z Dunajem. Wtedy powstała tu stacja kolejowa. W 1969 roku Kriwodoł otrzymał prawa miejskie.

## Sport
- klub piłkarski Botew Kriwodoł.

## Znane osoby
- Maslina Grynczarowa – działacz społeczny edukacyjny i rewolucyjny
- Georgi Miłczew-Godżi – muzykant
- Nina Nikolina – wokalistka
- Trajan Pyrwanow – poeta

## Ciekawotki
Koło wyspy Smith Island w Szetlandach Południowych, na Antarktydzie znajduje się lodowiec o nazwie Kriwodoł.